# Pinellas Park
Pinellas Park är en stad (city) i Pinellas County, i delstaten Florida, USA. Enligt United States Census Bureau har staden en folkmängd på 49 150 invånare (2011) och en landarea på 40,2 km².